# Massive Assault
Massive Assault est un jeu de guerre de stratégie au tour par tour, par Wargaming.net. Malgré un graphisme 3D, le jeu est similaire à bien d'autres jeux de guerre, son gameplay étant régi par des règles simples et se déroulant sur une grille hexagonale. Il connait une suite, Massive Assault: Phantom Renaissance, sortie en 2005.

## Histoire
En 2056, la Troisième Guerre Mondiale s'achève. L'Alliance Démocratique sortant victorieuse du conflit, fonde d'Union des Nations Libres (UNL) deux ans après, un gouvernement planétaire élu par le biais d'élections mondiales. Un nouvel âge d'or se met en place, prenant la forme d'une colonisation de lointaines planètes propices à la vie et riches en ressources naturelles, marquant ainsi le début de l'exode spatial : en 2112, une immigration de masse a lieu depuis la Terre sur ces nouveaux mondes et de nouveaux États apparaissent dont beaucoup déclarent leur indépendance.
Dans le même temps, la Ligue Fantôme, une alliance révolutionnaire expansionniste constituée de dirigeants régionaux dictatoriaux et soutenue par des groupes militaires influents, sort de l'ombre et fait basculer la Terre au bord d'une quatrième Guerre Mondiale avant de retourner dans la clandestinité. La Ligue Fantôme se consacre désormais à la préparation de la rébellion dans les colonies spatiales, le conflit dépeint dans Massive Assault se focalisant sur 6 de ces planètes les plus riches en ressources entre les États fidèles à l'UNL et ceux ralliés à la Ligue Fantôme, sans oublier ceux demeurant neutre, espérant échapper au conflit généralisé.

## Système de jeu

### Modes de jeu
Il existe 4 modes de jeu.
- Formation : Il s'agit de cinq courts exercices d'entraînement pour apprendre les tactiques de bases de Massive Assault.
- Scénarios : Ce sont de simples batailles localisés, se livrant dans une région spécifiques d'une planète entre deux ou plusieurs États, où la tâche est de résoudre certaines tâches stratégiques (comme repousser un débarquement, envahir un pays ennemi, ou escorter un convoi jusqu'à un pays allié assiégé).
- Campagnes : C'est une série de 5 ou 6 scénarios liée par une intrigue commune, jouable avec l'UNL ou la Ligue Fantôme.
- Guerre mondiale : Le mode de jeu principal de Massive Assault. Il s'agit ici de conflits mondiaux, concernant tous les continents d'une planète et de tous ses États, entre les deux factions. Au début d'une partie, chaque camp dispose de plusieurs États alliés secrètement ensemble qui sont dévoilés au fil de la partie selon le souhait du joueur, pouvant faire basculer la partie. La répartition des Alliés secrets est aléatoire à chaque partie.

### Déroulement du jeu
Les principes généraux sont ceux d'un jeu au tour par tour, mais avec un système de jeu original basé sur des intrigues d'alliances politiques. Le conflit oppose deux factions pour le contrôle de planètes qui diffèrent par leur taille, climat, et forme géologique. Chaque planète comporte aussi un différent nombre d'États, avec des frontières délimités et une capitale de richesse variable (il existe 3 niveaux de richesses). Les principes de base pendant une guerre mondiale sont les suivants.
Au début d'une partie, le joueur dispose d'un certain nombre d'Alliés secrets visible seulement par lui (non dévoilés au yeux de l'ennemi). Ainsi, les positions des Alliés secrets du camp adverse sont inconnus au premier joueur et apparaissent comme neutre jusqu'à ce qu'ils se dévoilent. Durant le premier tour, les factions doivent démasquer deux alliés secrets (le reste pourra être dévoilé au fil de la partie durant les « phases de révélation » en début de tour). Une fois l'Allié démasqué, il donne au joueur le contrôle de son « armée secrète » (un montant assez important, initial et unique, permettant le recrutement de plusieurs unités pour le premier tour, variable selon la richesse du pays). Le but du jeu est d'écraser le camp adverse en capturant les Alliés de l'ennemi et accessoirement les États neutres pour obtenir plus de ressources.
Après la phase de révélation et celle de mouvement, vient la « phase de recrutement » où chaque camp reçoit des revenus selon le nombre de pays contrôlés, et peut ainsi recruter des nouvelles unités avec l'argent des différents Alliés, sur leurs territoires respectifs. Rappelons que pour capturer un pays, il faut l'envahir avec des unités pendant la phase de mouvement, nettoyer le territoire de toutes les troupes adverses et capturer sa capitale. Ainsi, si c'est un pays neutre, il commencera à donner des ressources au tour d'après. Si c'est un Allié du camp vaincu, il donnera une indemnité au vainqueur égale à son armée secrète en addition.
Une distinction importante et centrale du jeu concerne le « contrôle » d'un pays et « l'alliance » de ce dernier. L'alliance est plutôt sur le plan théorique : Il peut être soit Allié de l'UNL, soit de la Ligue, soit neutre. Le contrôle est sur le plan « pratique » et concret : le contrôle d'un pays est effectif à l'une des factions quand il n'y a aucune unité ennemie sur le territoire et que la capitale n'est pas dans leurs mains. Dans ce cas où le contrôle est assuré de manière exclusive, la perception des ressources est assurée et il est possible de construire des troupes. Dans le cas contraire, il suffit d'une unité présente pour bloquer les ressources et la construction d'unité, le contrôle étant dit « partagé ». Ainsi, lors d'une invasion, le pays agressé déploiera des unités de « guérillas » uniques selon un montant proportionnelle à son niveau de richesse (souvent la moitié du montant de l'armée secrète), dans le but d'assurer une défense supplémentaire en cas d'invasion ou pour permettre au joueur de contrer une petite incursion ennemi à l'autre bout du territoire où aucune unité amie ne se trouve (et qui pourrait bloquer la production de ressources). Dans le cas d'un pays neutre, après une agression par une des factions, le pays attaqué rejoindra automatiquement l'autre alliance et ses troupes de guérillas seront contrôlables par l'autre camp.
Pour résumer, un pays peut donc être dans l'alliance de l'Union des Nations Libres mais contrôlé par la Ligue Fantôme(dans le cas des Alliés vaincus, comme un pays sans alliance neutre peut être entièrement contrôlé par l'Union après une invasion réussite par cette dernière.
Chaque pays dispose de ressources limitées : seulement 10 tours de revenus, et ce afin d'éviter des conflits s'enlisant sans réelle fin possible.
Tous ces mécanismes de jeu révèlent un système de jouabilité bien plus complexe qu'il n'apparaît à première vue, puisqu'il faut quand même rappeler que la maintenance des unités (munitions, essences, fatigue...) ainsi que leur réparation ne sont pas du tout prises en compte dans ce opus, tout comme les phases de gestion sont quasiment inexistantes, où chaque camp se contente de percevoir des revenus fixes selon le contrôles des pays, sans que d'autres facteurs les influencent.

## Accueil
| Massive Assault       |      |       |
| Média                 | Pays | Notes |
| Computer Gaming World | US   | 2.5/5 |
| Gamekult              | FR   | 5/10  |
| GameSpot              | US   | 73 %  |
| Gen4                  | FR   | 88 %  |
| IGN                   | US   | 84 %  |
| Jeuxvideo.com         | FR   | 13/20 |
| Joystick              | FR   | 6/10  |
| PC Jeux               | FR   | 60 %  |